# Laurent Chambon
Pour les articles homonymes, voir Chambon.
Laurent Chambon, né Laurent Pascal Chambon Guéguen le 22 mai 1972 à Châtenay-Malabry, est un sociologue et politologue français vivant à Amsterdam depuis 1998. Spécialiste de la place des minorités en politique, il a été conseiller municipal de mars 2006 à mai 2010 pour le parti travailliste (Partij van de Arbeid) dans l'arrondissement du Vieux Sud à Amsterdam (Stadsdeel Amsterdam Oud-Zuid), et à l'époque le seul élu local européen (non-néerlandais) aux Pays-Bas.
Cofondateur avec Mehmet Koksal et Didier Lestrade du magazine Minorités, il est relativement présent, en tant que sociologue et ancien élu, dans les médias français pour parler des Pays-Bas et dans les médias néerlandais pour parler de la situation française. Il a travaillé comme correspondant pour plusieurs médias francophones dont Têtu et Libération.
Docteur ès sciences politiques, agrégé de français et de sciences politiques, ancien élève du lycée Lakanal, il est aussi producteur de musique, moitié du duo Pop Laurent & Lewis et connu aussi en tant que Laurent Outang. Après avoir enseigné le français et les sciences politiques au Lycée Hyperion à Amsterdam, il enseigne au Gymnase Municipal de Hilversum. Il est membre du Parti pour les animaux (Partij voor de Dieren), du parti anti-raciste Bij1 et est un membre actif des syndicats néerlandais d’enseignants AOb et LIA.

## Ouvrages
- Le sel de la démocratie, l'accès des minorités au pouvoir politique en France et aux Pays-Bas, Université d'Amsterdam, novembre 2002.
- Ouh Bébé, The Butch Bitches, Cherry Juice Recordings 2007.
- Le grand mélange, Minorités, tolérance et faux-semblants dans la France de Nicolas Sarkozy, Éditions Denoël, Paris, avril 2008.
- Überlove, Laurent & Lewis, Cherry Juice Recordings, mai 2008 (CD).
- Marine ne perd pas le Nord, Éditions Le Muscadier, Paris, mars 2012 .
- Machine à danser, Laurent Outang, Testlab, juin 2017.
- This Pill, The Uglicians, Cherry Juice Recordings, juillet 2019.
- Mon cœur, Tournedisk feat. Fusée Dorée, Cherry Juice Recordings, 2020.
- La distance, Tournedisk feat. Toomoo, Cherry Juice Recordings, 2020.
- Cyclone, Tournedisk feat. Fusée Dorée, Cherry Juice Recordings, 2021.
- Show Me True Love, Tournedisk feat. Monsieur B, Cherry Juice Recordings, 2021.
- Hear My Voice, Laurent & Lewis, Cherry Juice Recordings, 2022.